# Zonen van de Goddelijke Voorzienigheid
De Congregatie van de Zonen van de Goddelijke Voorzienigheid (Latijn: Parvum opus Divinae Providentiae; Italiaans: figli della Divina Provvidenza, afgekort FDP) is een uit de sociale en religieuze familie van het "Werk van de Goddelijke Voorzienigheid" (Italiaans: Opera della Divina Provvidenza) ontstane congregatie van mannelijke religieuzen. De stichter Luigi Orione vormde de FDP in 1893 en verkreeg diocesane toestemming van de bisschop van Tortona in 1903. In 1954 werd de congregatie goedkeuring verleend door de Heilige Stoel.
De Zonen van de Goddelijke Voorzienigheid breidden zich al in in 1913 naar Brazilië, 1924 uit naar Polen en in 1934 naar Noord-Amerika. Daarbij werd de congregatie ondersteund door verschillende lekenorganisaties, die Orione speciaal daarvoor oprichtte. Het werk van de congregatie ligt op sociaal gebied, in de ouderenzorg, ziekenzorg, de jeugd en de armen. Orione's inzet voor weeskinderen na de aardbevingen in Sicilië 1908 en Marsica 1915 en de WOI maakte diepe indruk. De spiritualiteit van de Zonen van de Goddelijke Voorzienigheid beroept zich op het Ora et Labora van Benedictus van Nursia en de Kruisverering van Franciscus van Assisi, het sociale werk van Jozef Benedictus Cottolengo en het jeugdwerk van Don Bosco. 
De congregatie was in 2005 verdeeld in 8 provincies, 2 onderprovincies en 3 delegaties. Daarmee omspande de congregatie activiteiten in 296 vestigingen in 28 landen. Zij telde anno 2005 1 023 leden, waaronder drie bisschoppen, 728 priesters, 82 broeders en 8 heremieten. Daarnaast telde zij 201 clerici in opleiding, 19 tijdelijk geprofesten en 45 novicen. De gemiddelde leeftijd is 50 jaar.
De stichter Orione stelde armoede, apostolaat, de devotie tot Maria en eenheid in trouw aan de paus centraal. Vanuit deze overtuiging kreeg zijn sociale werk vorm, steunde hij arbeidersstakingen en onderhield goede contacten met andersdenkenden. Het gedachtegoed van Luigi Orione is vooral neergelegd in diens in 1895 opgerichte tijdschrift La Scintilla.